# Gare de Bessèges
Gare de Bessèges vasútállomás Franciaországban, Bessèges településen.

## Vasútvonalak
Az állomást az alábbi vasútvonalak érintik:
- Bessèges-Robiac-vasútvonal

## Kapcsolódó állomások
A vasútállomáshoz az alábbi állomások vannak a legközelebb: